# Jette Bang

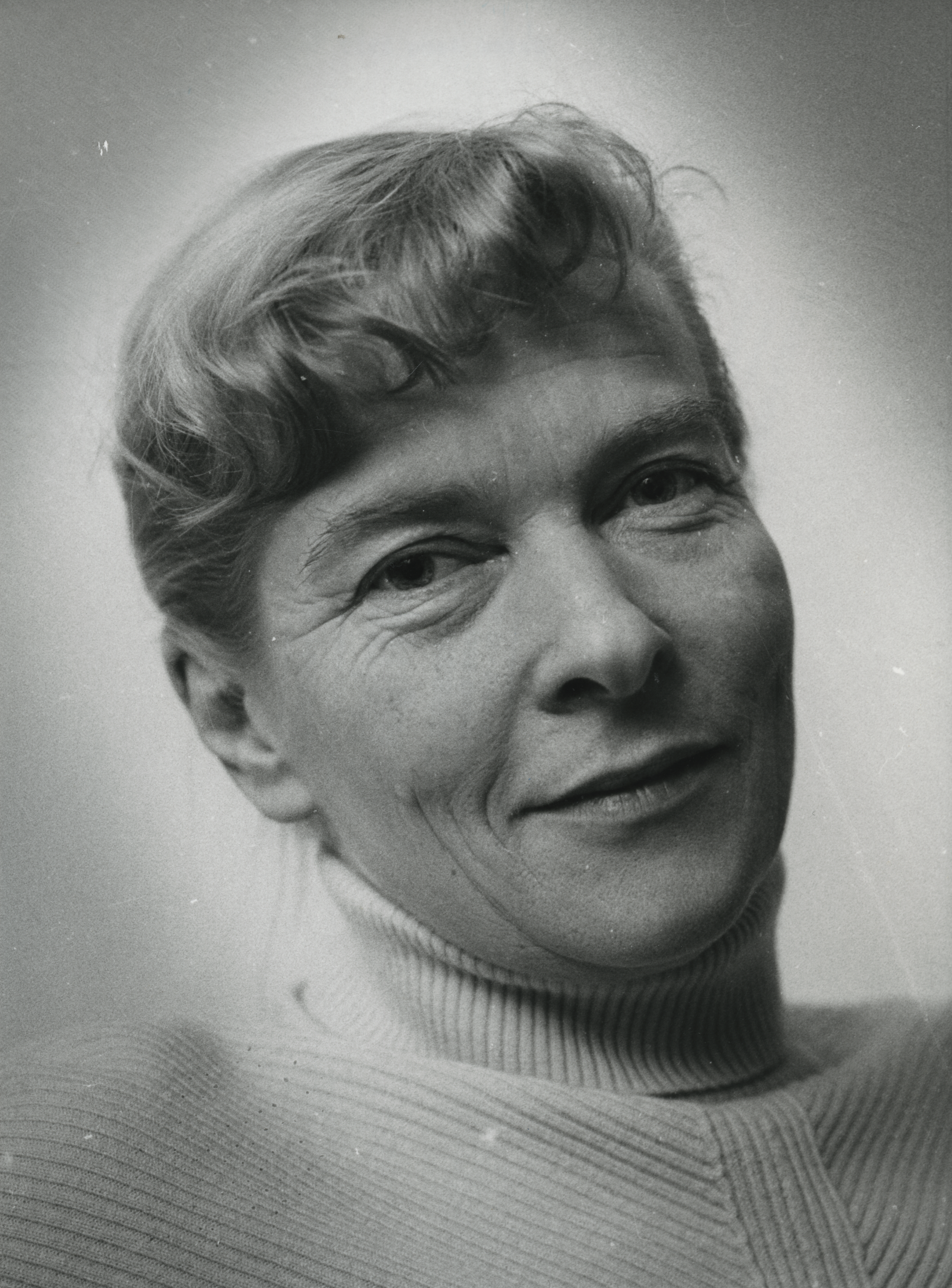
Jette Bang, 1959

Jytte „Jette“ Laub Bang (* 4. Februar 1914 in Frederiksberg; † 16. Februar 1964 in Kopenhagen) war eine dänische Fotografin und Dokumentarfilmerin, die vor allem in Grönland wirkte.

## Leben
Jette Bang war die Tochter des Tabakhändlers Thomas Andreas Bang (1878–1948) und seiner Frau Margrethe Severine Haae Laub (1884–1954). Sie wurde im Solbjerg Sogn in Frederiksberg geboren und wuchs im Kopenhagener Stadtteil Christianshavn auf, von wo aus sie Den Kongelige Grønlandske Handels Plads und die von dort aus nach Grönland segelten Schiffe sehen konnte. Sie beendete 1932 die neusprachliche Linie auf dem Rysensteen Gymnasium und absolvierte anschließend das Philosophikum an der Universität Kopenhagen. In Paris traf sie auf den dänischen Polarforscher Eigil Knuth.
Danach ging sie bei Herman Bente in seinem Fotografieatelier Jonals Co. in die Lehre. Nach dem Abschluss der dreijährigen Ausbildung fasste sie den Plan, Grønlands Styrelse um Erlaubnis für eine Fotoexpedition nach Grönland zu bitten, um die grönländischen Siedlungen fotografieren zu können. Sie erhielt die Genehmigung, das isolierte Land zu bereisen, aber keine finanzielle Unterstützung für ihr Unternehmen. An Bord der Hans Egede fuhr sie 1936 nach Grönland. Auf dem Schiff befand sich auch Eigil Knuth, den sie zu Beginn seiner Expedition unterstützte. Jette Bang verbrachte acht Monate in Grönland. Dort reiste sie mit Hundeschlitten von Ort zu Ort und dokumentierte das Leben der dortigen Bevölkerung. Als Frau hatte sie das Vertrauen der grönländischen Mütter inne und konnte somit vor allem das Leben der Frauen und ihrer Kinder schildern. Insgesamt nahm sie rund 2600 Bilder auf. Nachdem sie nach Dänemark zurückgekehrt war, wurden rund 400 der Bilder im Februar 1937 im Kunstindustrimuseet in Kopenhagen ausgestellt. Ein Teil der Bilder wurde auch im bedeutenden Buch Grønland herausgegeben, für das Staatsminister Thorvald Stauning das Vorwort und der Direktor von Grønlands Styrelse, Knud Oldendow, die Einleitung schrieb.
1937 reiste sie ein zweites Mal nach Grönland, woraufhin sie den Dokumentarfilm Den yderste Ø („Die äußerste Insel“) veröffentlichte. Im Winter 1938/39 reiste sie erneut nach Grönland, diesmal mit Unterstützung von Grønlands Styrelse, die die Bedeutung ihrer Fotos erkannt hatten. Sie erhielt ein Motorboot, Beleuchtungstechnik und einige Helfer. Den Winter über lebte sie unter primitiven Bedingungen in einer 4 m² großen Erdhöhle im Kolonialdistrikt Upernavik, bevor sie mit dem Postschlitten über die Melville-Bucht in den Kolonialdistrikt Thule reiste, während sie Filmaufnahmen machte. Während ihres Aufenthalts in Uummannaq (Dundas) (Thule) verbrannten ihre Aufnahmen von der Schlittenreise, aber ihre Aufnahmen war dennoch so umfassend, dass sie vier Stunden Filmmaterial für den 1940 fertiggestellten Farbfilm Inuit schuf, der Teils schon auf ihrer Reise 1937 entstanden war. Der Film wurde unter großer Begeisterung erst 1948 veröffentlicht und zeigt zweigeteilt die traditionelle und die vom Kolonialismus geprägte Lebensweise der Inughuit. Einige Augenblicke des Films wurden bereits 1941 als Bilder im Buch 30.000 Kilometer med Sneglefart („30.000 Kilometer im Schneckentempo“) veröffentlicht.
Wegen des Zweiten Weltkriegs, bei dem Dänemark den Kontakt zu Grönland verlor, konnte sie nicht mehr in die dänische Kolonie reisen und musste eine Schaffenspause einlegen. Dennoch veröffentlichte sie 1944 das für Schulkinder gedachte Bilderbuch Grønlænderbørn („Grönländerkinder“). Am 5. August desselben Jahres heiratete sie den Hofbesitzer Ole Jensenius Bording (1905–1980), Sohn des Buchdruckers Victor Jensenius Bærentzen Bording und seiner Frau Ellen Beate Elisabeth Hansen. Die Ehe wurde später geschieden. Nach dem Krieg reiste weitere Male nach Grönland, war aber von der Modernisierung des Landes im Zuge der G50-Politik stark enttäuscht. 1952 erschien der Film Ad lange Veje („Auf langen Wegen“) und zwei Jahre später Et nyt Grønland. Gemeinsam mit Peter Vilhelm Glob reiste sie 1959 nach Bahrain, wo der Dokumentarfilm Beduiner („Beduinen“) entstand. 1961 veröffentlichte sie das Bilderbuch Grønland igen („Nochmal Grönland“). 1962 reiste sie ein sechstes und letztes Mal nach Grönland, um ihren Farbfilm von 1938 zu rekonstruieren, war zu diesem Zeitpunkt aber schon schwer krank. 1963 erhielt sie den L. Zeuthens Mindelegat. 1964 erschien ihr letzter Film Trommedans i Thule („Trommeltanz in Thule“). Sie starb im selben Jahr kurz nach ihrem 50. Geburtstag.
Jette Bang galt mit ihrem Pioniereinsatz auf einer Stufe mit Theodor Krabbe und Ejnar Mikkelsen und Peter Freuchen bezeichnete ihr 1941 erschienenes Buch als das beste Argument des Jahres für die Frauenrechte. Von ihren Fotos befindet sich der größte Teil, etwa 12.000 Stück, in Besitz des Arktisk Institut, während ein kleinerer Teil im Grönländischen Nationalmuseum und -archiv liegt. 1999 wurde ihr zudem eine ganze Ausstellung im Dänischen Nationalmuseum gewidmet.